# Robert Malley
Pour les articles homonymes, voir Malley.
Robert Malley  est un avocat américain, politologue et spécialiste de la résolution des conflits, qui était le principal négociateur de l'accord nucléaire iranien de 2015 connu sous le nom d'accord de Vienne sur le nucléaire iranien (JCPOA).
En janvier 2021, le président des États-Unis Joe Bidensaire spécial pour l'Iran,. De mm juive

## Jeunesse et formation
Robert Malley est né en 1963 de Barbara (née Silverstein) Malley, une New-Yorkaise qui a travaillé pour la délégation aux Nations unies du Front de libération nationale algérien (FLN), et de son mari, Simon Malley (1923-2006), un journaliste juif d'origine Syrienne qui a grandi en Égypte et a travaillé comme correspondant à l'étranger pour Al Gomhuria. Ce dernier a passé du temps à New York, où il a écrit sur les affaires internationales, en particulier sur les mouvements nationalistes et anti-impériaux en Afrique, et a apporté une contribution essentielle en plaçant le FLN sur la carte du monde.
En 1969, Simon Malley déménage sa famille - dont son fils Robert - en France, où il fonde le magazine de gauche Africasia (connu plus tard sous le nom d'Afrique Asie). Robert Malley a fréquenté l'École Jeannine-Manuel où il a obtenu son diplôme dans la même promotion (1980) que le secrétaire d'État américain Antony Blinken.
Les Malley sont restés en France jusqu'en 1980, date à laquelle le président français de l'époque, Valéry Giscard d'Estaing, expulse Simon Malley du pays vers New York, en raison de son hostilité envers le colonialisme occidental et Israël.
Malley a fréquenté l'université de Yale et a été bénéficiaire d'une bourse Rhodes en 1984 au Magdalen College (Oxford), où il a obtenu un doctorat en philosophie politique. Il y a rédigé sa thèse de doctorat sur le tiers-monde et son déclin. Malley continue d'écrire sur la politique étrangère, y compris des commentaires détaillés sur le conflit israélo-palestinien. Il a obtenu un doctorat en droit à la faculté de droit de Harvard, où il a rencontré sa future épouse, Caroline Brown. Un autre de ses camarades de classe était Barack Obama. En 1991-1992, Malley a été stagiaire à la Cour suprême sous la direction de Byron White, tandis que Brown a été stagiaire à la Cour suprême sous la direction de Sandra Day O'Connor. En 2010, le couple a deux fils, Miles et Blaise Blaise Brown, et une fille, Frances.
Il est l'un des artisans de l'accord sur le programme nucléaire iranien de 2015. Il est nommé émissaire spécial américain pour l'Iran en 2021. En 2023, il est placé en congé de ce poste.